# محمد ثابت الفندي
محمد ثابت الفندي (1908 - 1993)، هو باحث فلسفي مصري، عالم من رواد الفكر الإنساني والفلسفي. كان من الرعيل الأول للفكر العربى المعاصر وأوائل المتخصصين في فلسفة العلم عامة وفلسفة الرياضيات على وجه الخصوص في مصر والعالم العربى.
ولد في بلدة أبو تيج بـ محافظة أسيوط عام 1908م، وتحصل على درجتي الليسانس والماجستير في الفلسفة من جامعة فؤاد الأول (جامعة القاهرة حاليا)، ودرجة الدكتوراه من السوربون، وتقلب بعد عودته إلى مصر في مناصب التدريس المختلفة حتى صار عام 1961م عميدا لكلية الآداب، وتولى عام 1966م عمادة كلية الآداب في بيروت. كما كان ممثلا لمصر في اليونسكو عام 1947م، ثم ممثلا لليونسكو في الأمم المتحدة في العام نفسه، وعضوا في اللجنة التحضيرية للميثاق الوطني، والمجلس الاعلى للآداب والفنون والعلوم الإجتماعية.
وقد استطاع بعد عودته من بيروت عام 1984م وعمله استاذا غير متفرغ بجامعة الإسكندرية تأسيس أول برنامج علمي لتعليم المنطق الرياضي وفلسفة العلوم.

## من مؤلفاته
له عدة مؤلفات منها:
- كتاب: «مع الفيلسوف».
- كتاب: «فلسفة الرياضة». «فلسفة الرياضيات».
- كتاب: «أصول المنطق الرياضي».
- كتاب: «الطبقات الاجتماعية من وجهة نظر المدرسة الاجتماعية الفرنسية».
- كتاب: «مناهج البحث العلمى».
- كتاب: «فلسفة العلوم التجريبية».
- كتاب: «الفلسفة الحديثة فلسفة هيوم وكانط».